# ケプラー409b
ケプラー409b（英語: Kepler-409b）は、地球からはくちょう座の方向に約220光年離れた位置にあるK型主系列星 ケプラー409 を公転している太陽系外惑星である。

## 特性
この惑星は、2013年にケプラー宇宙望遠鏡によるトランジット法（食検出法）の観測により、惑星候補としてその存在が報告され、2014年の報告で「ケプラー409b」という確定名称が与えられた。
2020年の報告では、ケプラー409bの半径や質量は地球とほぼ同じであるとされ、この規模からケプラー409bは岩石質の地球型惑星と考えられるが、公転周期は約69日で、主星から地球の6.2倍ものエネルギー放射を受けていると考えられている。

## 衛星の可能性
2020年6月23日、ケプラー宇宙望遠鏡による観測データを分析した結果、ケプラー409bを含むケプラー宇宙望遠鏡が発見した8個の惑星にトランジットタイミング変化（TTV）が生じていることが判明し、周囲に 太陽系外衛星 と思われる候補天体が公転している可能性を示した報告論文がarXivに投稿された。ケプラー409bには、平均で5.01分の公転周期の変動が見られ、この変動はケプラー409bのヒル半径の0.2倍の軌道を公転する、地球の0.3倍の質量を持った衛星に起因すると考えられている。
しかし、現在の観測技術では衛星候補のトランジットを観測することが出来ず、また、TTVは衛星ではなく未知の惑星の影響で発生することもあるため、その存在が確認されるにはまだ時間を要するとみられている。また、2020年にはこの衛星候補が存在するという説得性のある証拠は得られなかったという研究結果も発表されている。